# Papeu
Papeu (en llatí: Papaeus, en grec antic: Παπαιος) era una divinitat dels escites, i representava la personificació del cel. Equivalia al deu del zoroastrisme Ahura Mazda i era el pare suprem. Heròdot li dona el paper de patriarca dels déus, el Zeus grec, que amb la seva consort, la deessa Api unien el cel i la terra.
Papeu era fill de Tabiti, el foc primordial. Papeu i Api existien des d'un principi, formant una unitat inseparable. La seva unió representava la unió dels principis oposats: dalt i baix, mascle i femella, calidesa i humitat, i, per tant, reflectia la tradició indoirànica del matrimoni entre el Cel i la Terra com a inici de la creació del món, igual que la unió entre Ahura Mazda i la deessa de la Terra Armati, a l'Avesta.
La unió de Papeu i Api va fer sorgir el «món mitjà», la zona del cosmos on vivien la humanitat i tots els éssers vius. De la seva unió van néixer els quatre déus del tercer rang del panteó escita, Targitau, fundador del poble escita, Ares, déu de la guerra, Goitosiros, el Sol i Artimpasa, deessa de la fertilitat, tots ells associats al «món mitjà». Aquesta cosmogènesi constituïa un univers ordenat dividit en tres zones: una de còsmica, una de central i una de ctònica, situades una damunt de l'altra.
Segons Orígenes, els escites consideraven a Papeu com un déu suprem, i diu que els antics grecs l'identificaven amb Zeus, una força còsmica que governava i era el pare de tots els pobles i déus d'arreu del món, inclosa Escítia.